# Махинда Раџапакса
Перси Махинда Раџапакса (синх. නන්දසේන ගෝඨාභය රාජපක්ෂ, там. நந்தசேன கோட்டாபய ராஜபக்ஸ; 18. новембар 1945) шриланчански је политичар који је у три наврата био премијер Шри Ланке. Након првог мандата је прешао на позицију председника на којој се налазио од 2005. до 2015. године. Тада је поставио себе и као министра одбране и финансија. Раџапакса је по занимању адвокат, а први пут је изабран у парламент Шри Ланке 1970. Био је вођа Странке слободе Шри Ланке од 2005. до 2015. године.